# アゼルバイジャンの世界遺産
アゼルバイジャンの世界遺産（アゼルバイジャンのせかいいさん）はユネスコの世界遺産に登録されているアゼルバイジャン国内の文化・自然遺産の一覧。Category:アゼルバイジャンの世界遺産に索引がある。

## 文化遺産
- 城壁都市バクー、シルヴァンシャー宮殿、及び乙女の塔 - (2000年)
- ゴブスタンのロックアートと文化的景観 - (2007年)
- シャキの歴史地区とハーンの宮殿（英語版）-（2019年）

## 自然遺産
- ヒルカニアの森林群 -（2023年、イランと共有）

## 複合遺産
なし